# Nagroda Poetycka Szwedzkiego Radia
Nagroda Poetycka Szwedzkiego Radia (szw. Sveriges Radios lyrikpris) – szwedzka nagroda literacka przyznawana co roku przez Szwedzkie Radio. Pierwszą nagrodę przyznano w 1958 roku. Kwota nagrody wynosi 30 000 szwedzkich koron.

## Laureaci
- Nelly Sachs, pierwsza laureatka nagrody1958 – Nelly Sachs
- 1959 – Sten Hagliden(inne języki)
- 1960 – Folke Dahlberg(inne języki)
- 1961 – Arne Nyman(inne języki) oraz Elis Elmgren(inne języki)
- 1962 – Urban Torhamn(inne języki)

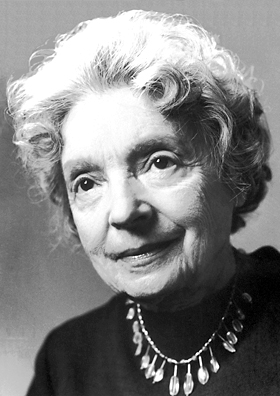
Nelly Sachs, pierwsza laureatka nagrody

- 1963 – Ann Margret Dahlquist-Ljungberg(inne języki)
- 1964 – nie przyznano nagrody
- 1965 – Majken Johansson(inne języki)
- 1966 – Ralf Parland(inne języki)
- 1967 – Harry Martinson
- 1968 – Göran Sonnevi
- 1969 – Lasse Söderberg(inne języki)
- 1970 – Åke Hodell(inne języki)
- 1971 – Helmer Gundström(inne języki)
- 1972 – Lars Fredin(inne języki)
- 1973 – Tomas Tranströmer
- 1974 – Sture Axelson(inne języki)
- 1975 – Ingemar Leckius(inne języki)
- 1976 – Axel Liffner(inne języki)
- 1977 – Karl Vennberg
- 1978 – Elsa Grave(inne języki)
- 1979 – Lennart Sjögren(inne języki)
- 1980 – Anna Rydstedt
- 1981 – Lars Lundkvist
- 1982 – Eva Runefelt
- 1983 – Erik Beckman, Petter Bergman
- 1984 – Göran Printz-Påhlson
- 1985 – Nils-Åke Hasselmark
- 1986 – Rolf Aggestam
- 1987 – Tua Forsström
- 1988 – Staffan Söderblom
- 1989 – Konny Isgren
- 1990 – Lars Gustafsson
- 1991 – Kristina Lugn
- 1992 – Birgitta Lillpers
- 1993 – Jesper Svenbro
- 1994 – Ann Jäderlund
- 1995 – Göran Greider
- 1996 – Katarina Frostenson
- 1997 – Stig Larsson
- 1998 – Eva-Stina Byggmästar
- 1999 – Bruno K. Öijer
- 2000 – Gunnar D. Hansson
- 2001 – Lars Mikael Raattamaa
- 2002 – Marie Lundquist
- 2003 – Marie Silkeberg
- 2004 – Gunnar Harding
- 2005 – Anne-Marie Berglund
- 2006 – Åsa Maria Kraft
- 2007 – Birgitta Trotzig
- 2008 – Helena Eriksson
- 2009 – Björner Torsson
- 2010 – Ida Börjel
- 2011 – David Vikgren
- 2012 – Lars Norén
- 2013 – Ann Hallström
- 2015 – Jörgen Lind za tomik poezji Vita kommun
- 2016 – Catharina Gripenberg za tomik poezji Handbok att bära till en dräkt
- 2017 – wręcznie nagrody przeniesiono z jesieni na wiosnę
- 2018 – Gunnar D Hansson za Tapeshavet
- 2019 – Matilda Södergran za Överlevorna
- 2020 – Johan Jönson za Marginalia/Xterminalia
- 2021 – Birgitta Lillpers za Kälda
- 2022 – Hanna Hallgren za Ensamhetsträning med Majken Johansson
- 2023 – Ingela Strandberg za Ingenstans mitt segel